# Los Alerces Nationalpark
Los Alerces Nationalpark (spansk: Parque Nacional Los Alerces) ligger i Andesbjergene i Chubut-provinsen i den patagoniske region i Argentina. Dens vestlige grænse falder sammen med grænsen til Chile. Efterfølgende glaciationer har formet Landskabet i regionen er dannet af flere istider, der har skabt spektakulære træk som moræner, iscirkler og klare søer. Vegetationen domineres af tætte tempererede skove, der viger for alpine enge højere oppe under de stenede Andes-toppe. Et særligt særpræg og symbolsk træk er dens alerce-skov; det globalt truede alerce-træ er den næst længste levende træart i verden (> 3.600 år). Alerce -skovene i parken er i en fremragende bevaringstilstand. Området er afgørende for beskyttelsen af nogle af de sidste dele af den kontinuerlige patagoniske skov i en næsten uberørt tilstand og er levested for en række endemiske og truede arter af flora og fauna.

## Alercetræer
Parken blev udpeget som et verdensarvssted i 2017 og blev oprettet i 1937 for at beskytte skove af alerce-træer, som Mapuche-folket kalder lahuán, og andre eksempler på floraen i de patagoniske Andes. Nationalparken har den største alerce-skov i Argentina. Alerce sammenlignes ofte i udseende med Sequoia-træerne i USA og når en meget stor størrelse. Det er et af de længstlevende træer i verden; nogle i Chile er 3.600 år gamle. Alerce vokser meget langsomt og tilhører familien Cupressaceae (cypresser). Alerce er begrænset til et lille område i Chile og Argentina, og arten er truet på grund af udnyttelse af træet til tømmer.
Den mest kendte alerce-skov i parken, der kan nås med båd og ofte besøges af turister, ligger ved en bådhavn ved navn Puerto Sagrario i den nordlige ende af Menéndez-søen. Det største kendte alercetræ i Argentina ligger der. Det er 57 meter højt, 2,2 meter i diameter og 2.600 år gammel. Højere og større alerce træer menes at eksistere ved den sydvestlige del af Lake Menéndez, men adgangen til dette område er begrænset.
Et areal på 7.407 hektar i parken er dækket af Unge alerce-skove, - ved Menéndez-søens to arme og den øvre del af Amutui Quimey-reservoiret og langs vandløbene, der strømmer ind i disse søer.

## Beskrivelse
Los Alerces National Park består af to dele: den formelt erklærede nationalpark på 1873,7 km2 og det tilstødende Los Alerces National Reserve på 714 km2 . Næsten al udvikling i parken er i det nationale reservat. Et bufferområde der er 10 km bredt omgiver de tre sider af parken, der ikke grænser op til Chile.
Los Alerces Nationalpark er formet som et groft rektangel, der strækker sig cirka 65 km fra nord til syd langs grænsen til Chile og 45 km fra øst til vest. Hele Los Alerces Nationalpark ligger i afvandingsområdet til Futaleufú -floden (floden har flere forskellige navne under dens forløb i Argentina). En kæde af søer adskilt af korte vandløb af turbulent flod præger parken. Rivadavia-søen er begyndelsen på kæden. Udløbet fra Rivadavia-søen kaldes Rivadavia-floden, der løber ud i den meget mindre grønne sø. Udløbet fra Green Lake kaldes Arrayanes-floden, som efter modtagelse af vandet fra Lake Menéndez fortsætter til Futalaufquen -søen. Nedenfor Futalaufquen-søen er Kruger-søen og Frey-floden, der løber ud i Amutui Quimey-reservoiret, der er en kunstig sø. Floden kendt som Futaleufú dukker op under Amutui Quimey-reservoiret og bliver den sydlige grænse for nationalparken. Spredt rundt om bjergene og dalene i parken er en række mindre søer og åer.
Det højeste punkt i Los Alerces Nationalpark er Cordon de las Pirámides, der er 2.440 i højden. Det laveste punkt i parken er omkring 330 moh. hvor Futaleufú-floden krydser grænsen til Chile.

## Klima
De lavere højder i Los Alerces Nationalpark er klassificeret som kystklima. Fugtbelastede skyer fra Stillehavet rammer Andesbjergene ved den chilensk-argentinske grænse og producerer op til tre meter nedbør årligt, mest i form af regn i de lavere højder og sne højere oppe. Øst for Andes bjergkam, i en regnskygge, falder nedbørsmængden hurtigt til omkring 800 millimeter i den østlige ende af parken. Temperaturerne i parken spænder fra kold til moderat. Gennemsnitstemperaturerne falder med højden.
I den vestlige del af parken er der stor nedbør og valdiviske tempererede regnskove under de højere Andesbjerge.En stor del af resten af parken er patagonisk skov, der ligner nationalparkerne Lanín og Nahuel Huapi, med coihues og lenga . Arrayán (Luma apiculata ) træer kan ses langs Arrayanes-floden.
Selvom der ikke er nogen egentlig tørsæson, er nedbøren størst på den sydlige halvkugle i vintermånederne juli til august.